# Bích Trà
Bích Trà, thường được biết với tên là Trà Nguyễn (sinh năm 1973) là một nghệ sĩ piano người Việt Nam sinh sống và làm việc tại Hồng Kông. Bích Trà sinh ra trong một gia đình nghệ thuật, và là người con duy nhất của Nghệ sĩ nhân dân Trà Giang và giáo sư, nghệ sĩ nhân dân violin Bích Ngọc. Bà được tiếp xúc với âm nhạc từ năm lên 4 tuổi qua violin, nhưng sau một thời gian học, Bích Trà từ bỏ violin và quyết định lựa chọn piano.
Năm 14 tuổi, Bích Trà du học piano tại Liên Xô, sau đó tốt nghiệp bằng đỏ hệ trung cấp và học tiếp hệ đại học tại đây. Sau khi tốt nghiệp 1997, bà học ở Nhạc viện Moskva và là học trò của Lev Nikolaevich Naumov. Tháng 7 năm 1997, Bích Trà tốt nghiệp thạc sĩ ưu tú tại Nhạc viện Moskva, sau đó vào tháng 8 cùng năm, bà sang Luân Đôn học cao học chuyên ngành biểu diễn tại Viện Âm nhạc Hoàng gia Anh. Tại đây, bà được học dưới sự dẫn dắt của Christopher Elton đồng thời giành được 2 giải thưởng là Christian Carpenter và giải thưởng Walter Macfarren (giải cao nhất kỳ thi tốt nghiệp độc tấu piano). Sau 2 năm học, Trà tốt nghiệp hạng ưu với số điểm cao nhất. CD đĩa nhạc Joachim Raff (Thụy Sĩ) gồm tổ khúc viết cho piano và dàn nhạc tác phẩm số 200 và một số khúc dạo đầu mà Bích Trà thực hiện được báo The Independent đăng số ngày 20 tháng 3 năm 2010 bình chọn là "Album của tuần".
Bích Trà được đánh giá là một trong những nghệ sĩ piano hàng đầu của Việt Nam. Tài năng và danh tiếng của bà được biết đến nhiều hơn khi bà thường xuyên được mời biểu diễn tại châu Âu, châu Á và Hoa Kỳ. Bích Trà cũng là nghệ sĩ đầu tiên của Việt Nam có được hợp đồng ghi âm độc tấu với Naxos, một trong những hãng thu âm hàng đầu thế giới. Bích Trà còn là nghệ sĩ Việt Nam đầu tiên được trao tặng danh hiệu ARAM (Associate of the Royal College of Music, thành viên của Viện Âm nhạc Hoàng gia, Anh) cho "Những cống hiến âm nhạc nổi bật".

## Thân thế
Bích Trà tên đầy đủ là Nguyễn Bích Trà, sinh tháng 3 năm 1973 tại Hà Nội. Bà là người con duy nhất của Nghệ sĩ nhân dân Trà Giang và giáo sư, nghệ sĩ nhân dân violin Bích Ngọc. Bích Trà được học âm nhạc từ năm lên 4 tuổi.  Khi bà được đi học mẫu giáo, cha bà đã cho con gái học violin, nhưng sau một thời gian học, Bích Trà từ bỏ violin vì giai điệu của cây đàn "không đem đến sự hứng khởi thực sự" cho bà. Tuy vậy, khi được tiếp xúc với piano thì bà đã tỏ ra say mê đàn này.
Lần đầu tiên Bích Trà ra mắt công chúng là năm bà lên 10 tuổi. Không lâu sau đó, bà đã có buổi trình diễn concerto đầu tiên với dàn nhạc giao hưởng của Nhạc viện Hà Nội. Bà còn là học sinh của Trần Bạch Thu Hà. Năm 14 tuổi, bà được học piano tại nhạc viện Gnessin của Liên Xô, sau đó tốt nghiệp bằng đỏ hệ trung cấp và học tiếp hệ đại học tại nhạc viện này. Sau khi tốt nghiệp 1997, bà học ở Nhạc viện Moskva và là học trò của Lev Nikolaevich Naumov. Trước khi du học nước ngoài, bà cũng đã từng được đào tạo tại Nhạc viện Hà Nội.

## Sự nghiệp
Tháng 7 năm 1997, Bích Trà tốt nghiệp thạc sĩ ưu tú tại Nhạc viện Moskva, sau đó vào tháng 8 cùng năm, bà sang Luân Đôn học cao học chuyên ngành biểu diễn tại Viện Âm nhạc Hoàng gia Anh. Tại đây, bà được học dưới sự dẫn dắt của Christopher Elton đồng thời giành được 2 giải thưởng là Christian Carpenter và giải thưởng Walter Macfarren (giải cao nhất kỳ thi tốt nghiệp độc tấu piano).  Sớm phải xa nhà, Bích Trà vừa đi học và đi làm phiên dịch, bà còn phải dạy thêm piano cho trẻ em để có tiền đóng học phí. Sau 2 năm học, Trà tốt nghiệp hạng ưu, sau đó bà được chọn đến Ohio, Hoa Kỳ biểu diễn vào tháng 8 năm 1999, không lâu sau trước khi cha bà qua đời. Bà tốt nghiệp với số điểm cao nhất.
Những năm 2007, khi Bích Trà sinh sống và làm việc tại Luân Đôn, bà vừa tham gia các chương trình biểu diễn âm nhạc vừa hợp tác với Công ty Toccata Classic để tìm kiếm những bản nhạc lâu năm không được biểu diễn để thu âm và giới thiệu tới công chúng. Bà cũng tham gia thực hiện dự án nghiên cứu chương trình giáo dục âm nhạc cho trẻ em, một dự án của của các nhạc sĩ trẻ Việt Nam. Tháng 10 năm 2008, Bích Trà đã cùng Dàn nhạc Giao hưởng Nhạc Vũ Kịch thành phố Hồ Chí Minh tham gia tuần lễ liên hoan các dàn nhạc châu Á do Nhật Bản tổ chức tại Tokyo. Ngày 3 tháng 12 năm 2008, Bích Trà biểu tham gia diễn tại Washington, D.C trong khuôn khổ chương trình biểu diễn phi lợi nhuận để quảng bá nghệ thuật tới công chúng do Trung tâm biểu diễn nghệ thuật Kennedy tổ chức.
Vào ba đêm các ngày 23, 24 và 25 tháng 11 năm 2009, Bích Trà cùng nghệ sĩ violin Nguyễn Hữu Khôi Nguyên tham gia biểu diễn tại Nhạc viện Thành phố Hồ Chí Minh chương trình hòa nhạc tưởng nhớ cha bà, giáo sư Bích Ngọc nhân 10 năm ngày mất của ông. CD đĩa nhạc Joachim Raff (Thụy Sĩ) gồm tổ khúc viết cho piano và dàn nhạc tác phẩm số 200 và một số khúc dạo đầu mà Bích Trà thực hiện được báo The Independent đăng số ngày 20 tháng 3 năm 2010 bình chọn là Album của tuần. Trong CD do hãng Sterling phát hành này, Bích Trà biểu diễn cùng dàn nhạc giao hưởng Norrlands Opera (Thụy Điển) dưới sự chỉ huy của nhạc trưởng người Đức Roland Kluttig.
Cuối tháng 12 năm 2012, Bích Trà có buổi biểu diễn tại nhà hát Wigmore Hall ở Luân Đôn, Anh. Đầu tháng 9 năm 2013, Bích Trà tham dự Festival Piano Quốc tế năm 2013 tổ chức tại Nhạc viện Thành phố Hồ Chí Minh. Cũng trong tháng 9, Bích Trà tái hợp cùng Lê Phi Phi tham gia buổi hòa nhạc kỉ niệm 19 năm ngày công diễn chương trình đầu tiên của Nhà hát Giao hưởng nhạc vũ kịch Thành phố Hồ Chí Minh. Trong chương trình này, bà diễn hai tác phẩm của nhà soạn nhạc người Mỹ George Gershwin là "American in Paris" và "Rhapsody in Blues". Ngày 11 tháng 8 năm 2014, Bích Trà tham gia biểu diễn đêm nhạc "Danang Chamber Music 2014", một chương trình biểu diễn âm nhạc thính phòng, lần đầu tiên được tổ chức tại Nhà hát tuồng Nguyễn Hiển Dĩnh, Đà Nẵng. Ngoài Bích Trà, chương trình này có sự góp mặt của các nghệ sĩ khác trên thế giới. Năm 2015, Bích Trà tham dự Festival âm nhạc thính phòng Saigon Chamber Music lần 2 diễn ra từ ngày 1 đến ngày 9 tháng 8 tại Nhạc viện Thành phố Hồ Chí Minh. Nghệ sĩ piano người Mỹ Ory Shihor và Bích Trà còn là hai khách mời trong chương trình Soul Connects vào ngày 22 tháng 9 năm 2017.
Tháng 4 năm 2018, Bích Trà biểu diễn cùng giọng xa Baritone đáng chú ý người Đức Benjamin Appl tại Việt Nam. Buổi hòa nhạc này trong "From Europe with love" là một dự án âm nhạc giao hưởng thính phòng đầu tiên của SLP SERIES – chuỗi dự án nghệ thuật kết nối cộng đồng thuộc Soul Live Project. Tháng 10 cùng năm, Bích Trà tiếp tục là nghệ sĩ trong chương trình hòa nhạc "Sheherazade" – chương trình hòa nhạc lấy tên từ nhân vật cùng tên trong câu truyện Ả Rập "Nghìn lẻ một đêm" diễn ra tối ngày 19 tại Nhà hát Thành phố Hồ Chí Minh. Ngày 26 tháng 5 năm 2019, Bích Trà biểu diễn tác phẩm Concerto số 2 cho piano của Sergei Vasilievich Rachmaninoff cùng dàn nhạc giao hưởng HBSO. Trong đêm nhạc này, bà cũng hợp tấu piano Bản giao hưởng số 7 của Beethoven.

## Các hoạt động khác
Ngày 31 tháng 7 năm 2011, Bích Trà có buổi trò chuyện với khán giả Thành phố Hồ Chí Minh tại chương trình "Cà phê Thứ 7" về chủ đề "Nhạc cổ điển và người trẻ". Trong buổi đàm thoại "Talk classical" vào ngày 19 tháng 8 năm 2012, Bích Trà nêu lên quan điểm mỗi người sinh ra đều có khả năng cảm nhận âm nhạc, vấn đề là có phát triển một cách nghiêm túc hay không. Bà cũng bày tỏ ý kiến về việc thưởng thức âm nhạc cổ điển ở mọi lứa tuổi, văn hóa nghe và xem trình diễn nhạc cổ điển, cũng như việc bước đầu tiếp xúc với nhạc cổ điển và nâng cao thẩm mỹ âm nhạc. Bích Trà còn thể hiện sự quan tâm đến đêm hòa nhạc của nghệ sĩ piano người Pháp Richard Clayderman ở Việt Nam. Tuy vậy, bà cho rằng "Richard Clayderman quá thành công về thương mại" và không có ý định theo đuổi dòng nhạc như Richard.
Mỗi năm khi trở về Việt Nam, Bích Trà thường tham gia dạy các lớp học masterclass (lớp học chuyên ngành nâng cao) nhằm truyền dạy những kinh nghiệm biểu diễn trải nghiệm được ở nước ngoài. Ngoài bốn đĩa CD thu âm nhiều tác phẩm của nhiều nhà soạn nhạc, sáu đĩa gồm những sáng tác của nhà soạn nhạc Joachim Raff mà bà thu âm cho hãng Naxos đã được làm thành một bộ sưu tập phát hành trên toàn thế giới. Cuối tháng 5 năm 2017, Bích Trà tham gia biểu diễn tại Gala gây quỹ của Tổ chức Facing the World, một tổ chức phi chính phủ nhằm gây quỹ chữa trị và phẫu thuật cho 18.000 trẻ em bị dị tật sọ mặt và thiết lập các trung tâm điều trị sọ mặt tại Việt Nam.

## Nhận định
Bích Trà được đánh giá là một trong những nghệ sĩ piano hàng đầu của Việt Nam. Theo báo Công an nhân dân, tài năng và danh tiếng của Bích Trà được biết đến nhiều hơn khi bà thường xuyên được mời biểu diễn tại châu Âu, châu Á và Hoa Kỳ. Bích Trà cũng là nghệ sĩ đầu tiên của Việt Nam có được hợp đồng ghi âm độc tấu với Naxos, một trong những hãng thu âm hàng đầu thế giới. 3 đĩa CD độc tấu của Bích Trà được Naxos phát hành toàn cầu từ cuối năm 2011. Âm nhạc cổ điển đã giúp Bích Trà phát huy được tài năng qua nhiều cuộc thi và được ghi nhận tại các giải thưởng âm nhạc quốc tế.
Tờ The Independent nhận xét Bích Trà rằng "bản sonata cho piano số 6 của Prokofiev không dễ dàng chinh phục được bí quyết, nhưng [Bích Trà] đã tìm thấy đường lối của riêng mình vượt qua âm sắc phức tạp của tác phẩm một cách dễ dàng [...] Cô đã bắt đầu buổi biểu diễn của mình với Sonata cung Fa thăng thứ của Clementi, áp dụng kỹ thuật khớp nối một cách trong suốt và kiềm chế kinh điển sự tinh túy. Tính âm nhạc này phiêu lưu như Haydn, và biểu cảm như Mozart, nhưng điều đáng buồn là hiếm khi được trình diễn: không có gì tranh cãi khác ngoài nghệ sĩ dương cầm đầy sức hút này." Tờ báo này cũng cho biết bà "đón nhận rủi ro": Sau khi trình diễn một cách say mê quyến rũ chương Andante của bản Sonata 'Little' cung La trưởng của Schubert, cô đã phóng vào âm giai xếp tầng và hợp âm rải của chương Allegro với một tốc độ điên cuồng, và Bích Trà còn trải qua sự nguy hiểm hơn nữa trong chương cuối quay cuồng của bản Sonata số 3. Nếu bản Schubert khá lu mờ, bản Chopin lại chói sáng, và với tiết mục dành tặng khán giả của Schubert rực rỡ đã tạo dấu ấn cho một buổi tối phấn khởi.
Nhận xét về "Album của tuần" mà Bích Trà thực hiện, nhà phê bình Michael Church nói rằng: "Một tác phẩm hấp dẫn, một cơ hội để nghệ sĩ hàng đầu Việt Nam tỏa sáng". Các tác phẩm thu âm độc quyền của bà với hãng đĩa Naxos đồng thời còn được các tạp chí âm nhạc lớn như Gramophone, International Piano Magazine, Fono Forum, Diapason dành lời khen ngợi.
Tên tuổi của Bích Trà cũng thường được nhắc tới đi kèm với nhà soạn nhạc Joachim Raff. Bà từng tò mò về nhà soạn nhạc này và có dự định ấp ủ lên kế hoạch biểu diễn và thu âm những tác phẩm của Raff. Sau đó, Bích Trà đến Thư viện Quốc gia Anh để tìm hiểu về Joachim Raff, đồng thời bày tỏ sự bất ngờ với gia tài số lượng tác phẩm âm nhạc đồ sộ của Joachim Raff. Thời điểm này, mọi người hoài nghi và cho rằng việc chọn Joachim Raff để trình diễn là Bích Trà đi con đường "mạo hiểm". Hằng ngày, bà ngồi đọc những bản nhạc cũ trong thư viện. Tuy vậy, để thuyết phục hãng đĩa đồng ý ghi âm nhạc Joachim Raff cũng không dễ dàng. Tuy nhiên, cuối cùng Bích Trà đã thuyết phục thành công các hãng đĩa Sterling (Thụy Điển) đồng ý thu âm bà trình diễn 2 tác phẩm piano của Joachim Raff với dàn nhạc.

### Quan điểm
Tại Việt Nam, Bích Trà được ca ngợi như một nghệ sĩ dương cầm hàng đầu, thậm chí không ít phụ huynh đã lấy bà ra làm tấm gương cho con cái mình. Tuy vậy, bà lại bày tỏ việc không thích bị ép để trở thành một "siêu sao". Theo đánh giá của giới phê bình nghệ thuật, tiết mục âm nhạc của Bích Trà là sự cân bằng giữa âm nhạc cổ điển và những tác phẩm ít người biết đến. Một tờ báo đã kể tên Đặng Thái Sơn cùng Bích Trà là những niềm tự hào của giới nghệ sĩ piano Việt Nam. Bà tự cho rằng mình không bao giờ muốn nổi tiếng và đứng bên ngoài con đường thương mại hóa âm nhạc.

## Thành tích
Năm 2000, Bích Trà đoạt giải nhất cuộc thi Piano Robert William và cuộc thi Florence Amy Brant Pianoforte tổ chức tại Birmingham. Cũng trong năm này, bà còn được trao tặng danh hiệu "Gương mặt trẻ tiêu biểu Việt Nam" bởi Trung ương Đoàn Thanh niên Cộng Sản Hồ Chí Minh bên cạnh những giải thưởng khác như giải thưởng Trần Văn Ơn, Lý Tự Trọng và Sao Tháng Giêng.
Bích Trà từng xuất hiện trên sóng radio 4 ở Hồng Kông và được mời tham gia Festival kỷ niệm Shostakovich tại phòng hòa nhạc Queen Elizabeth Hall. Năm 2013, nữ nghệ sĩ được trao tặng danh hiệu ARAM (Associate of the Royal College of Music, thành viên của Viện Âm nhạc Hoàng gia, Anh) cho "Những cống hiến âm nhạc nổi bật". Bích Trà cũng là người đầu tiên tại Việt Nam được trao danh hiệu này. Năm 2018, đĩa nhạc CD “Raff works for piano and orchestra” do Bích Trà thu âm đã dành được giải thưởng Hội Nhạc sĩ Việt Nam.

## Đời tư
Bích Trà sinh sống và làm việc chủ yếu ở Luân Đôn. Trong cuộc phỏng vấn năm 2007 với báo Hànộimới, bà bày tỏ mong muốn có một cây đàn piano nhưng điều kiện sống chưa thể đáp ứng. Nơi ở của bà không cố định, thường xuyên phải chuyển nhà để thuận tiện cho công việc. Việc di chuyển mỗi lần gây nên sự tốn kém  tài chính nên bà đã chọn cách đi thuê đàn cho mỗi lần biểu diễn.
Mỗi năm khi tới mùa hè, Bích Trà thường trở về Việt Nam để thăm mẹ, nghệ sĩ Trà Giang. Bà có sở thích được ăn ốc cùng mẹ và bạn bè trước khi rời Việt Nam. Tuy có được danh tiếng nhất định nhưng Bích Trà bày tỏ bản thân chấp nhận cuộc sống đơn giản và không có niềm đam mê hứng thú với siêu xe hoặc nhà ở sang trọng. Tính đến thời điểm năm 2014, Bích Trà vẫn chưa có xe ô tô riêng.
Theo báo Tuổi trẻ đưa tin, sau thời gian dài sinh sống và biểu diễn tại Anh, và trong bối cảnh Đại dịch Covid-19, Bích Trà đã chuyển đến Hồng Kông, nơi mà bà cho rằng gần mẹ nhất và cũng gần Việt Nam nhất.